# Єспер Толінссон
Єспер Толінссон (швед. Jesper Tolinsson, нар. 28 лютого 2003, Гетеборг, Швеція) — шведський футболіст, центральний захисник бельгійського «Ломмеля».

## Ігрова кар'єра

### Клубна
Єспер Толінссон народився у місті Гетеборг. З 2015 року він почав займатися футболом у місцевому одноіменному клубі, де грав у молодіжному складі. У березні 2020 року у матчі на Кубок Швеції проти «Сіріуса» Толінссон дебютував у складі першої команди. Влітку у матчі проти «Варбергса» захисник зіграв свій перший поєдинок у регулярному чемпіонаті. Тогоріч футболіст підписав контракт з клубом до літа 2023 року.
Восени було оголошено, що керівництво «Гетеборга» дало згоду на перехід Толінссона до бельгійського клубу «Ломмеля» у червні 2021 року.

### Збірна
З 2018 року Єспер Толінссон провів 16 матчів у складі юнацької збірної Швеції (U-17).